# Myrceugenia franciscensis
Myrceugenia franciscensis är en myrtenväxtart som först beskrevs av Otto Karl Berg, och fick sitt nu gällande namn av Leslie Roger Landrum. Myrceugenia franciscensis ingår i släktet Myrceugenia och familjen myrtenväxter. IUCN kategoriserar arten globalt som sårbar. Inga underarter finns listade i Catalogue of Life.